# 董基
董基（1554年—？），字繼可，號巢雄，山東萊州府掖縣人，軍籍，明朝政治人物。

## 生平
隆慶四年（1570年）庚午科山東鄉試第二十九名舉人，萬曆八年（1580年）中式庚辰科會試第二百四十八名，二甲第五十三名進士。户部觀政，十年授刑部主事。十二年（1584年）五月，萬曆帝集宦官三千人，披甲執刃，舉行內操。董基抗疏力諫，被貶謫為萬全都司都事。十三年（1585年）三月起復南京禮部主事，本年调北礼部，十四年升員外郎，十七年（1589年）七月升光祿寺寺丞，十八年升南京光禄寺少卿，回籍养病调理。十九年十月起为南京大理寺右寺丞，十一月回籍调理。二十一年起复原职，二十六年丁憂。官至南京大理寺卿。

## 家族
曾祖董漢；祖父董範；父董用成，曾任恩例冠帶。母賈氏。